# Aino Ackté
Répertoire
- Luonnotar de Sibelius
- Marguerite de Faust de Gounod
- Elsa du Lohengrin de Wagner
- Elisabeth de Tannhäuser de Wagner
- la Tosca de  Puccini
- Salomé dans Salomé de Richard Strauss

Aino Ackté, de son vrai nom Achté (née le 24 avril 1876 à Helsinki, morte le 8 août 1944 à Vihti) fut la première chanteuse soprano d'opéra finlandaise de stature internationale et la pionnière de l'opéra finlandais.
Elle travailla en Finlande, à Paris et à  New York dans des spectacles connus dans le monde entier. Ses rôles les plus célèbres furent  Marguerite de Faust, Elsa du Lohengrin de Richard Wagner, Elisabeth de Tannhäuser, la Tosca de  Puccini et son rôle préféré de Salomé dans l'opéra Salomé de Richard Strauss.
Aino Ackté appartenait à la famille Aghte-Ackte d'origine allemande qui était arrivée en Finlande par les Pays baltes et la Russie.

## Biographie

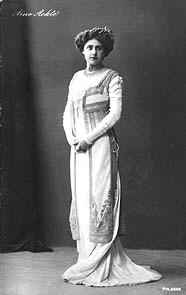
Aino Ackté debout

### Jeunesse
Ses parents sont la mezzo-soprano Emmy Achté et le compositeur et chef d'orchestre Lorenz Nikolai Achté.
Aino est élève de l'école finnoise pour filles d'Helsinki.
Au printemps 1901 Aino Ackté se marie avec le docteur député-sénateur Heikki Renvall, la même année ils ont une fille Glory Leppänen, leur fils  Mies Reenkola (1908–1988) sera l'un des médecins gynécologues les plus célèbres de Finlande.
Heikki Renvall et Aino Ackté-Renvall divorcent en 1917.
Aino Ackté se remarie en 1919 avec le major-général Bruno Jalander (1872–1966) de la région d'Uusimaa.
Elle devient donc Aino Ackté-Jalander.
Sa sœur est l'alto Irma Tervani.

### Période parisienne

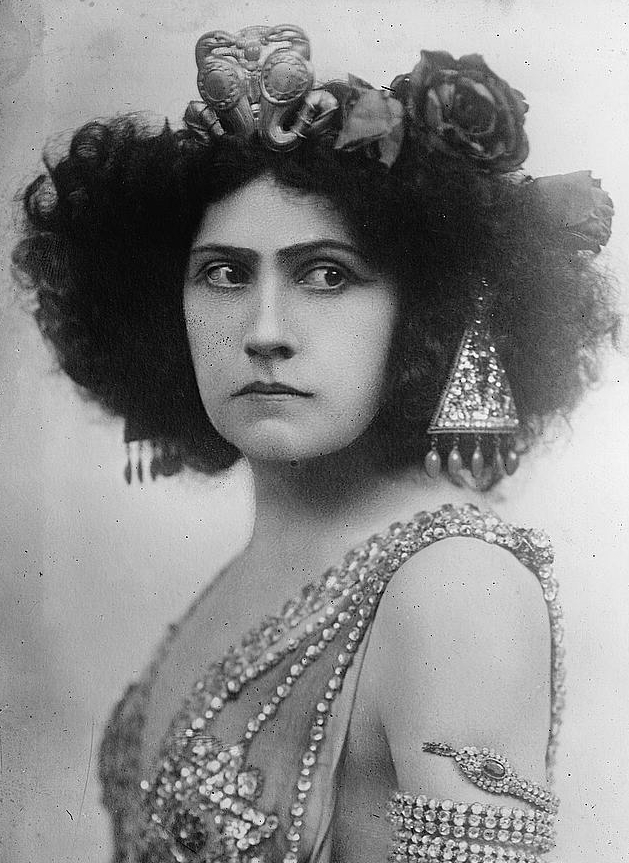
Aino Ackté dans le rôle de Salomé

En 1894 Aino Ackté entre au Conservatoire de Paris dans la classe de chant du professeur Edmond Duvernoy et dans la classe d'opéra du professeur Alfred Girodet.
Trois ans plus tard en 1897 elle débute à l'Opéra de Paris.
Sa représentation dans Faust est un succès tel qu'elle reste à Paris pendant six années.
Durant son séjour parisien elle a dû changer son nom de Achté à Ackté afin d'éviter les jeux de mots sur son nom.
Aino Ackté voyage beaucoup et, en plus de l'Opéra de Paris, elle fait des tournées comme en Finlande où elle fut accompagnée par Oskar Merikanto.

### New York et le retour en Europe
De 1904 à 1906 elle est en contrat avec le Metropolitan Opera de New York, mais elle n'aura pas la célébrité qu'elle avait en Europe. Elle fut très déçue et ne se plaisait pas dans cette ville. Une faible maîtrise de la langue et une compétition très forte eurent une influence sur sa réussite.
Elle s’entraînait avec opiniâtreté pour ses deux rôles préférés celui de Marguerite qui l'avait rendue célèbre à l'Opéra de Paris, et celui de Salomé.
Elle parut à Leipzig en 1907 et elle réussit magnifiquement.
En 1910 au Covent Garden de Londres sa représentation de Salome la rendit célèbre.
Aino Ackté mit fin à sa carrière internationale en 1913.

### Le retour en Finlande

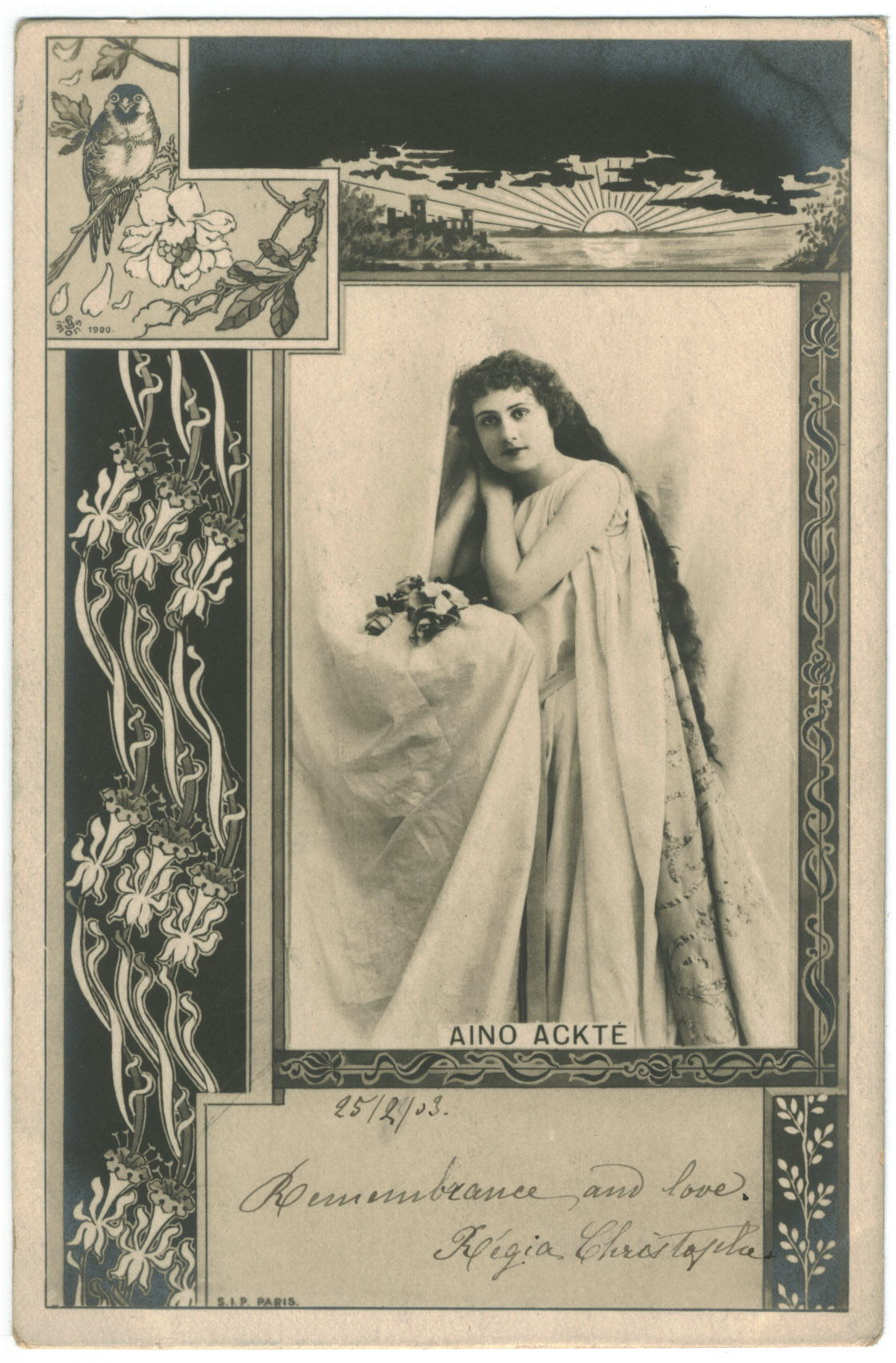
Aino Ackté vers 1903. Photographie de Léopold-Émile Reutlinger.

En 1913 Aino Ackté retourne en Finlande. C’est sur sa sollicitation que Sibelius compose le poème symphonique pour soprano et orchestre Luonnotar (« la Fille de l’air », texte inspiré d’un conte du Kalevala), qu’elle crée au festival de Gloucester en septembre 1913 et dont la création finlandaise a lieu en janvier 1914.
Sa représentation d'adieu à la scène a lieu en 1920 à l'Opéra national de Finlande.Sa toute dernière représentation publique a lieu au Festival d'opéra de Savonlinna en 1930 où elle tient un rôle secondaire.
En 1911 Ackté, Edvard Fazer, Wäinö Sola et Oskar Merikanto créé l'Opéra domestique (en finnois : Kotimainen Ooppera).
En 1914 il devient  l'Opéra de Finlande (en finnois : Suomen Ooppera)().
En 1956 ce dernier devient l'Opéra national de Finlande (en finnois : Suomen Kansallisooppera).
Ackté habita dans un bâtiment construit en 1922 au 19 Rue Runeberginkatu à Etu-Töölö.
Sa villa de Tullisaari fut sa maison estivale à partir de 1904.

### Débuts du festival d'Opéra de Savonlinna
En 1912, après des querelles avec le personnel de Opéra national de Finlande, Aino Ackté commence à organiser le Festival d'opéra de Savonlinna dont le premier a lieu le 3 juin 1912. Les autres festivals se tiennent en 1912, 1913,1914, 1916 et 1930.
Ce festival est considéré comme l'une de ses réussites majeures.
Le but était de représenter des œuvres d'opéra dans une forme accessible à tous.
Au début, Ackté y chante les parties principales.
Ackté revient à l'Opéra national de Finlande comme directrice en 1938 et 1939.
Elle organise de très beaux spectacles mais les dépassements budgétaires entraînent le retour des querelles.

### Héritage culturel
Aino Ackté fut une femme de grande culture. Elle participa à l'Expositions universelles de Paris de 1900 afin de diffuser l'image de la Finlande en présentant de la musique finlandaise.
À cette époque elle traduit aussi Lastuja de Juhani Aho pour le numéro du dimanche d'un journal parisien. Son cercle d'amis comprend Albert Edelfelt qui la peint en 1901 et 1902. En Finlande, Aino Ackté enseigne la musique et adapte du roman Juha de Juhani Aho un livret d'opéra qu'utiliseront Aarre Merikanto et Leevi Madetoja.
Jean Sibelius écrit  son  poème symphonique Luonnotar pour Aino Ackté ainsi que plusieurs chansons.
Ackté est possiblement le modèle du personnage de Bianca Castafiore des Aventures de Tintin de Hergé.

## Galerie

Aino Ackté, Tännhauser
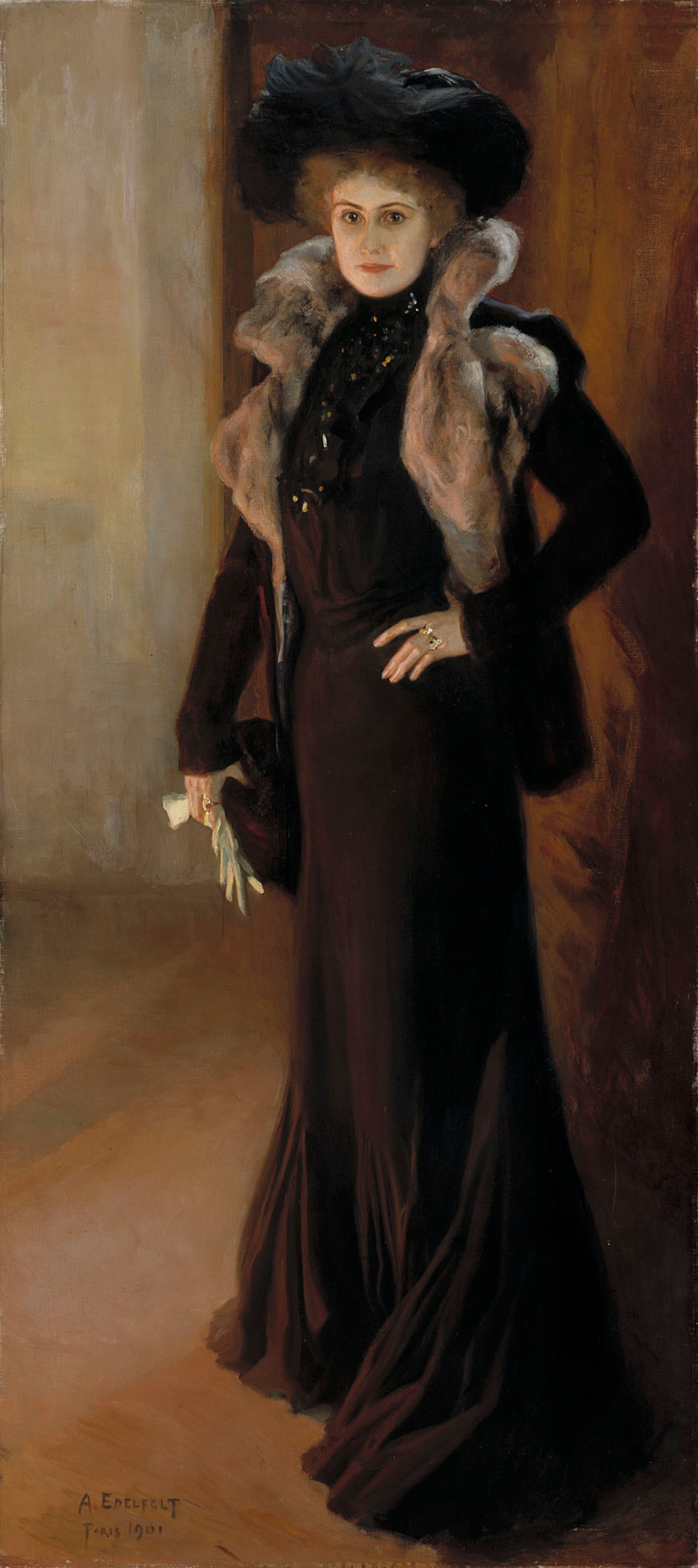
Peinture de Albert Edelfelt en 1901
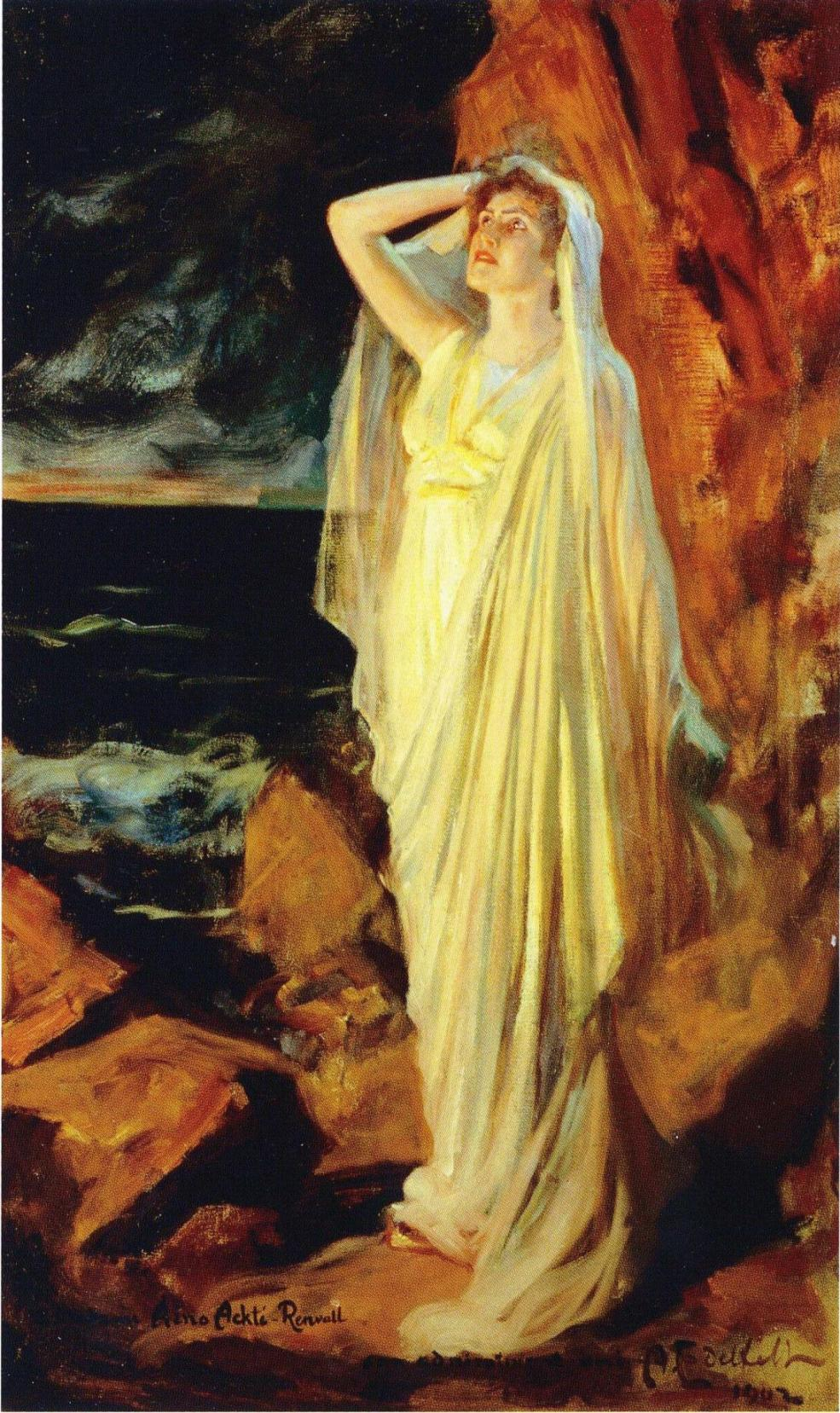
Peinture de Albert Edelfelt en 1902

## Œuvres
- Miten suuressa maailmassa, 1907.
- Muistoja ja kuvitelmia, 1916.
- Minnen och fantasier. Käännös Bertel Gripenberg, Helsingfors 1916.
- Muistojeni kirja, 1925.
- Minnen och upplevelser, Helsingfors 1925.
- Kenraali Bruno Jalanderin muistelmia Kaukaasiasta ja Suomen murroskaudelta, 1932.
- General Bruno Jalanders minnen. Kaukasiska år och politiska kristider, Helsingfors 1932.
- Taiteeni taipaleelta, 1935.
- Juha. Kolminäytöksinen ooppera. [Libretto Juhani Ahon romaanin mukaan], 1972 ja 1986.

## Sources bibliographiques
- Aikalaiskirja, Helsinki 1920.
- Aikalaiskirja, Helsinki 1933.
- Aikalaiskirja, Helsinki 1941.
- Suomen kansallisbiografia, osa 1, 2002  (ISBN 978-951-746-442-0).
- L. Wennervirta: Aino Ackté – Albert Edelfelt. Eräs taiteemme episodi, Porvoo 1944.
- Glory Leppänen: Arkkipiispan perhe ja Aino Ackté, 1966.
- Outi Pakkanen: Aino Ackté. Pariisin primadonna, 1988  (ISBN 978-951-0-14891-4).
- Pekka Suhonen: Rooli ja kohtalo, 1996  (ISBN 978-951-1-14431-1).
- Pentti Savolainen ja Matti Vainio (éd.): Aino Ackté. Elämänkaari kirjeiden valossa, 2002  (ISBN 978-951-0-26381-5).
- Pentti Savolainen: Rakkautta Pariisin taivaan alla. Aino Acktén ja Albert Edelfeltin tarina, 2002  (ISBN 978-951-20-6074-0).
- Johanna Nuorivaara (éd.): Ondine Historical: Aino Acktè Collected recordings 1902-1913. Ondine Inc. Helsinki, 1996.